# Heinrich Eberhard

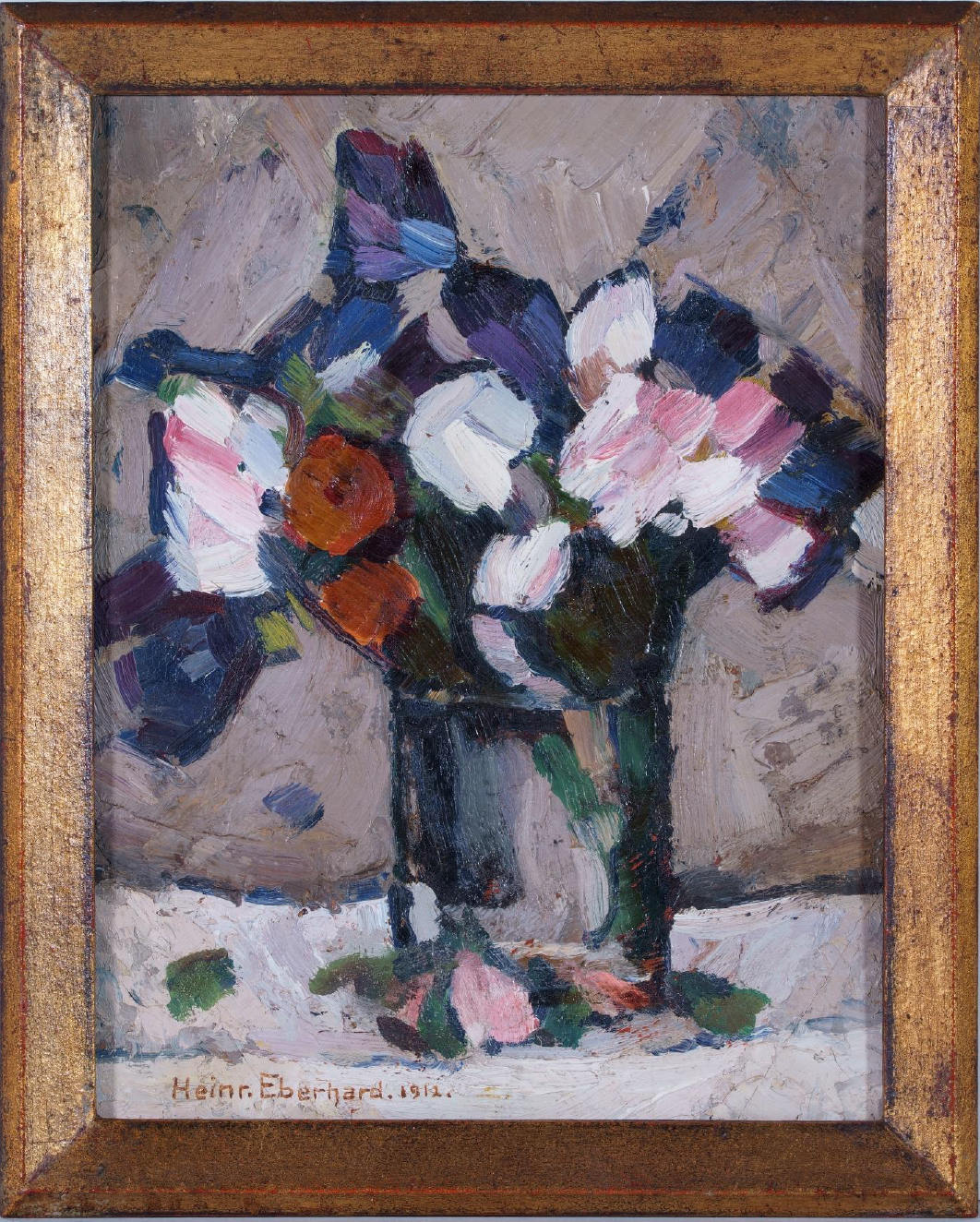

Heinrich Eberhard (* 24. Februar 1884 in Ellwangen an der Jagst; † 3. November 1973 in Stuttgart) war ein deutscher Maler.

## Leben und Werk
Heinrich Eberhard besuchte an der Kgl. Akademie der bildenden Künste in Stuttgart ab 1904 zunächst die Zeichenklasse von Robert Poetzelberger und nachfolgend für zwei Jahre die Malklasse Christian Landenbergers. Von 1908 bis 1914 war er Meisterschüler bei Adolf Hölzel, der seine künstlerische Entwicklung entscheidend beeinflusste. Zwar war er nicht 1914 bei der großen Stuttgarter Ausstellung des Verbandes der Kunstfreunde in den Ländern am Rhein im sogenannten „Expressionisten-Saal“, den Hölzel zusammengestellt hatte, vertreten, doch in anderen Räumen der Ausstellung mit zwei Ölgemälden. 1916 zählte er zu den Teilnehmern an der legendären Freiburger, 1917 auch in Frankfurt am Main gezeigten Ausstellung „Hölzel und sein Kreis“. Nach Studienreisen nach Griechenland, Russland und Frankreich wurde Eberhard 1920 Mitglied der Stuttgarter „Üecht-Gruppe“, der u. a. Willi Baumeister und Oskar Schlemmer angehörten.
Bis ins hohe Alter setzte er sich mit Hölzels Lehre auseinander, galt auch als glaubwürdiger Zeuge für Vorgänge an der Stuttgarter Akademie nach dem Ersten Weltkrieg, was Texte wie „Erinnerungen an Adolf Hölzel“ (1960) und „Adolf Hölzels Abschied“ (1962) bezeugen.
Das Œuvre Eberhards umfasst Ölgemälde, Zeichnungen, Druckgrafiken und Glasfenster und ist durch einen Stilpluralismus zwischen expressivem Naturalismus, kubistischen Einflüssen und Abstraktion gekennzeichnet. Laut der Kunsthistorikerin Vanessa Sigalas, die Eberhard eine Monographie widmete, war „der Stilpluralismus das Wesen seiner Kunst“.
Sein Ölgemälde Vision (45,5 × 45 cm) wurde 1937 in der Nazi-Aktion „Entartete Kunst“ aus der Staatlichen Kunsthalle Karlsruhe beschlagnahmt, in München in den Hofgarten-Arkaden in der Ausstellung „Entartete Kunst“ vorgeführt und danach vernichtet. 1943 durfte er aber auf der Großen Deutschen Kunstausstellung in München ein Tafelbild ausstellen, welches dem Nazi-Kunstgeschmack entsprach und auch einen Käufer fand.
Bis in die 1950er Jahre stieß Eberhard (laut Sigalas) auf „enorme Resonanz“, war auch noch 1961 in der von Wolfgang Venzmer besorgten Stuttgarter Kunstverein-Ausstellung „Hölzel und sein Kreis“ mit einer größeren Werkauswahl präsent, geriet aber seither in Vergessenheit. 2014 wurde ihm in Horb eine Retrospektive gewidmet und Bilder von ihm in der Kunsthalle Bielefeld ausgestellt.